# Jerry Lee Lewis (album)
Jerry Lee Lewis nastupni je studijski album američkog rock glazbenika Jerryja Lee Lewisa, koji izlazi 1957.g. Materijal na albumu miksao je Sam Phillips vlasnik diskografske kuće Sun Records, a sadrži se od odabranih skladbi s Jerryjevog žestokog i raznolikog repertoara poput, "It All Depends," "Fools Like Me" i laganija "Goodnight Irene", kao i klasične rock skladbe "Put Me Down," "Matchbox," "Ubangi Stomp," "Don't Be Cruel," i "High School Confidential". Osim Jerryjevih skladbi na albumu se nalaze i dvije od Hanka Williamsa, "Jambalaya" i "When the Saints Go Marching In".

## Popis pjesama
1. "Don't Be Cruel" (Presley, Blackwell)	2:00
2. "Goodnight Irene" (Leadbelly, Lomax) 2:52
3. "Put Me Down	Janes"	2:06
4. "It All Depends (On Who Will Buy the Wine)" (Mize) 2:57
5. "Ubangi Stomp" (Underwood) 1:44
6. "Crazy Arms" (Mooney, Seals) 2:41
7. "Jambalaya (On the Bayou)" (Williams)	1:57
8. "Fools Like Me" (Clement, Maddux)	2:47
9. "High School Confidential" (Lewis, Hargrave) 2:27
10. "When the Saints Go Marching In" (Traditional)	2:06
11. "Matchbox" (Perkins) 1:40
12. "It'll Be Me"	(Clement) 2:12
13. "Whole Lotta Shakin' Goin' On" (Williams, David) 2:49

## Vanjske poveznice
- allmusic.com - Jerry Lee Lewis [1957] - Jerry Lee Lewis